# Liste der Baudenkmäler in Taching am See
Auf dieser Seite sind die Baudenkmäler in der oberbayerischen Gemeinde Taching am See zusammengestellt. Diese Tabelle ist eine Teilliste der Liste der Baudenkmäler in Bayern. Grundlage ist die Bayerische Denkmalliste, die auf Basis des Bayerischen Denkmalschutzgesetzes vom 1. Oktober 1973 erstmals erstellt wurde und seither durch das Bayerische Landesamt für Denkmalpflege geführt wird. Die folgenden Angaben ersetzen nicht die rechtsverbindliche Auskunft der Denkmalschutzbehörde.

## Baudenkmäler nach Ortsteilen

### Taching am See
| Lage                   | Objekt                        | Beschreibung | Akten-Nr.    | Bild           |
| ---------------------- | ----------------------------- | --- | ------------ | -------------- |
| Kirchberg 1 (Standort) | Katholische Kirche St. Petrus | spätgotischer einschiffiger Tuffsteinbau mit nicht eingezogenem Chor, zweite Hälfte 15. Jahrhundert; mit Ausstattung. Friedhof, Tuffsteinummauerung, im Westteil Pfeilerhalle, um 1900, mit Wandgrabmälern. | D-1-89-150-1 | weitere Bilder |

### Burg
| Lage                 | Objekt                               | Beschreibung | Akten-Nr.     | Bild           |
| -------------------- | ------------------------------------ | --- | ------------- | -------------- |
| Burg 2 (Standort)    | Steinkreuz auf Sockel                | wohl 18. Jh.; an der Straße nach Burg nördlich von Haus Nr. 1 | D-1-89-150-64 | BW             |
| Burg 7 (Standort)    | Getreidekasten                       | Zugehörig im Garten wieder aufgestellter zweigeschossiger Getreidekasten, wohl 19. Jahrhundert. | D-1-89-150-6  | BW             |
| Burg 14 (Standort)   | Katholische Kirche Mariä Himmelfahrt | spätgotischer Tuffquaderbau auf der Stelle der abgegangenen Burg Tengling, nach Brand 1532 wieder errichtet, Turm-Obergeschoss 1721; mit Ausstattung; Kalvarienbergkapelle, östlich vor der Ummauerung am Hang, spätes 19. Jahrhundert; Steinkreuz, vor der östlichen Kirchhofmauer neben dem Aufgang, wohl spätmittelalterlich. | D-1-89-150-5  | weitere Bilder |
| Nähe Burg (Standort) | Wegkapelle                           | mit Zeltdach, erste Hälfte 19. Jahrhundert; südlich am jenseitigen Talabhang. | D-1-89-150-7  | BW             |

### Eging
| Lage                | Objekt         | Beschreibung | Akten-Nr.     | Bild           |
| ------------------- | -------------- | --- | ------------- | -------------- |
| Eging 6 (Standort)  | Bundwerkstadel | (Nordflügel des Dreiseithofes), erbaut 1881, mit reichem Sägedekor über den Tennentoren.                                                                               | D-1-89-150-52 | Bundwerkstadel |
| Eging 10 (Standort) | Bauernhaus     | Mittertennbau, Wohnteil mit Hochlaube und altem Türgerüst, erbaut 1834/36, Dach erneuert; zugehörig frei stehender Getreidekasten, innen bezeichnet mit dem Jahr 1758. | D-1-89-150-9  | BW             |
| Eging 12 (Standort) | Bauernhaus     | mit Blockbau-Obergeschoss und verschaltem Giebel, im Kern erste Hälfte 17. Jahrhundert, Erdgeschoss um 1830/40 ausgemauert.                                            | D-1-89-150-51 | BW             |
| Feldle (Standort)   | Wegkapelle     | mit Zeltdach, 19. Jahrhundert. | D-1-89-150-10 | Wegkapelle     |

### Gessenhausen
| Lage                       | Objekt                    | Beschreibung | Akten-Nr.     | Bild           |
| -------------------------- | ------------------------- | --- | ------------- | -------------- |
| Gessenhausen 5 (Standort)  | Privatkapelle             | stattlicher neugotischer Bau mit Dachreiter, über dem Eingang bezeichnet mit dem Jahr 1857; mit Ausstattung.     | D-1-89-150-14 | weitere Bilder |
| Gessenhausen 7 (Standort)  | Bildstock                 | niedriger Steinpfeiler mit Bildnische und verschindeltem Zeltdach, wohl 19. Jahrhundert; südöstlich der Kapelle. | D-1-89-150-56 | BW             |
| Gessenhausen 12 (Standort) | Wohnteil des Bauernhauses | mit Hochlaube, Firstpfette bezeichnet mit dem Jahr 1820.                                                         | D-1-89-150-57 | BW             |
| Gessenhausen (Standort)    | Wegkapelle                | Zugehörig, 1954 errichtet; mit Ausstattung.                                                                      | D-1-89-150-15 | BW             |

### Mollstätten
| Lage                      | Objekt         | Beschreibung | Akten-Nr.     | Bild          |
| ------------------------- | -------------- | --- | ------------- | ------------- |
| Mollstätten 2 (Standort)  | Wohnstallhaus  | (Nordflügel des ehemaligen Vierseithofes), an der Firstpfette bezeichnet mit dem Jahr 1777, mit gewölbtem Fletz, renoviert laut Inschrift 1908; kleiner Bundwerkstadel (Südflügel), zweites Viertel 19. Jahrhundert; nördlich frei stehend zweigeschossiger Getreidekasten, bezeichnet mit dem Jahr 1808. | D-1-89-150-21 | Wohnstallhaus |
| Mollstätten 13 (Standort) | Bundwerkstadel | Zum ehemaligen Vierseithof gehöriger Bundwerkstadel (Südflügel), zweites Viertel 19. Jahrhundert, und Hütte (Ostflügel) mit eingebautem Getreidekasten, um 1800. | D-1-89-150-22 | BW            |

### Mühlthal
| Lage                                   | Objekt          | Beschreibung | Akten-Nr.     | Bild            |
| -------------------------------------- | --------------- | --- | ------------- | --------------- |
| Mühlthal 8 (Standort)                  | Bauernhof       | mit ehemaliger Mühle (Irgmühle), Wohnhaus mit weit vorstehendem Schopfwalmdach, erste Hälfte 19. Jahrhundert.   | D-1-89-150-25 | BW              |
| Mühlthal 10; Mühlthal 12 (Standort)    | Ehemalige Mühle | (Petermühle), Wohnhaus mit weit vorstehendem Schopfwalmdach, an den Mittelpfetten bezeichnet mit dem Jahr 1823. | D-1-89-150-26 | Ehemalige Mühle |
| Tachinger Feld bei Mühlthal (Standort) | Wegkapelle      | mit geschweiftem Zeltdach, Ende 18. Jahrhundert; südwestlich oberhalb des Weilers.                              | D-1-89-150-27 | BW              |

### Obertaching
| Lage                          | Objekt               | Beschreibung | Akten-Nr.     | Bild          |
| ----------------------------- | -------------------- | --- | ------------- | ------------- |
| Kapellenweg 5 (Standort)      | Kapelle              | mit Zeltdach, am Gitter bezeichnet mit dem Jahr 1873; am nördlichen Ortsrand.                                                                             | D-1-89-150-30 | BW            |
| Kirchberg 2 (Standort)        | Kapelle              | über sechseckigem Grundriss, barockisierender Jugendstil, bezeichnet mit dem Jahr 1906; mit Ausstattung.                                                  | D-1-89-150-31 | BW            |
| Pallinger Straße 3 (Standort) | Kalvarienbergkapelle | hohe Nischenanlage mit flankierenden Säulen, erbaut 1911, mit Ausstattung; südwestlich auf Anhöhe.                                                        | D-1-89-150-60 | BW            |
| Pallinger Straße 3 (Standort) | Wohnstallhaus        | (Nordflügel des Dreiseithofes), Obergeschoss Blockbau, 17. Jahrhundert, Erdgeschoss massiv, gewölbter Stallteil, im Inneren bezeichnet mit dem Jahr 1847. | D-1-89-150-29 | Wohnstallhaus |

### Tengling
| Lage                            | Objekt                                 | Beschreibung | Akten-Nr.     | Bild              |
| ------------------------------- | -------------------------------------- | --- | ------------- | ----------------- |
| In Haseneck (Standort)          | Bildstock                              | mit Laterne und Kreuz, wohl 16. Jahrhundert; am Zufahrtsweg zur Hofstelle. | D-1-89-150-45 | BW                |
| In Tengling (Standort)          | Kriegerdenkmal                         | über Treppe erhöhte Anlage mit halbrunder Mauer, Figurenschmuck und Inschrifttafeln, um 1920/25; an der Abzweigung Thalwies. | D-1-89-150-62 | BW                |
| In Tengling (Standort)          | Wegkapelle                             | wohl ersten Drittel 19. Jahrhundert; am nördlichen Ortsende. | D-1-89-150-40 | BW                |
| Nähe Fisching (Standort)        | Kapelle                                | am Eingangsgitter bezeichnet mit dem Jahr 1907; mit Ausstattung; am südlichen Ortsende von Tengling. | D-1-89-150-44 | BW                |
| Obere Dorfstraße 4 (Standort)   | Katholische Pfarrkirche St. Laurentius | spätgotischer, einschiffiger Tuffquaderbau mit nicht eingezogenem Chor, zweite Hälfte 15. Jahrhundert, mit Ausstattung. | D-1-89-150-34 | weitere Bilder    |
| Obere Dorfstraße 6 (Standort)   | Gasthaus zur Post                      | stattlicher Putzbau, im Kern 17. Jahrhundert, Fassadengestaltung und Anbauten spätes 19. Jahrhundert. | D-1-89-150-37 | BW                |
| Obere Dorfstraße 9 (Standort)   | Einfirsthof                            | Stattlicher Einfirsthof, mit reicher Putzgliederung und Eisenbalkon, am Giebel bezeichnet mit dem Jahr 1904. | D-1-89-150-38 | Einfirsthof       |
| Obere Dorfstraße 11 (Standort)  | Einfirsthof                            | Stattlicher Einfirsthof, mit Putzgliederung, erbaut 1904. | D-1-89-150-39 | Einfirsthof       |
| Seestraße 4 (Standort)          | Stadel                                 | mit Bundwerkfront (Südflügel des Dreiseithofes), erbaut 1947/48. | D-1-89-150-36 | BW                |
| Turmgasse 2 (Standort)          | Schmales Wohnhaus                      | dreigeschossig, mit Krüppelwalmdach, bezeichnet mit dem Jahr 1822, nördlich kleiner Anbau mit Mansarddach. | D-1-89-150-41 | Schmales Wohnhaus |
| Turmgasse 4 (Standort)          | Amtshaus                               | Ehemaliges Toerringsches Amtshaus, jetzt Pfarrheim, gegliederter barocker Putzbau mit Walmdach, zweite Hälfte 18. Jahrhundert, im Kern älter. | D-1-89-150-42 | weitere Bilder    |
| Untere Dorfstraße 12 (Standort) | Wohnstallhaus                          | Dreiseithof; Wohnstallhaus (Nordflügel), mit Putzgliederungen und Hochlaube, über hofseitigem Eingang bezeichnet mit dem Jahr 1839, über dem Stallteil Bundwerk, hofseitig bezeichnet mit dem Jahr 1839; Stallstadel (Westflügel), mit gewölbtem Stall und gemauertem Heuboden, etwa zeitgleich; stattlicher dreitenniger Bundwerkstadel (Südflügel), bezeichnet mit dem Jahr 1839. | D-1-89-150-43 | BW                |

### Weitere Ortsteile
| Lage                                                | Objekt                         | Beschreibung | Akten-Nr.     | Bild           |
| --------------------------------------------------- | ------------------------------ | --- | ------------- | -------------- |
| Aignsee, Maisling (Standort)                        | Wegkreuz                       | auf Steinsockel mit Gusseisenfiguren, um 1900; südlich von Haus Nr. 1. | D-1-89-150-58 | BW             |
| Bermoos 1 (Standort)                                | Gitterbundwerk-Stadel          | Zugehörig großer Gitterbundwerk-Stadel (Südflügel des Dreiseithofes), 1859; im Ostgiebel großes Barock-Kruzifix. | D-1-89-150-3  | BW             |
| Buchberg 6 (Standort)                               | Getreidekasten                 | Zugehörig frei stehender zweigeschossiger Getreidekasten, über der oberen Tür bezeichnet mit dem Jahr 1766. | D-1-89-150-4  | BW             |
| Coloman 1 (Standort)                                | Katholische Kirche St. Coloman | spätgotischer einschiffiger Tuffquaderbau mit nicht eingezogenem Chor, um 1500; mit Ausstattung. | D-1-89-150-8  | weitere Bilder |
| Fisching (Standort)                                 | Hofkapelle                     | Große Hofkapelle mit Dachreiter, zweite Hälfte 19. Jahrhundert; mit Ausstattung. | D-1-89-150-11 | Hofkapelle     |
| Furthmühle 1 (Standort)                             | Zuhaus                         | zweigeschossig mit Zeltdach, um 1860/70; Hofkapelle, erbaut 1916. | D-1-89-150-53 | BW             |
| Furthmühle 2 (Standort)                             | „Furthmühle“                   | Zweigeschossiger Tuffsteinbau, mit Wohn- und Mühlenteil, um 1900, mit älterem Kern; mit Ausstattung. | D-1-89-150-54 | „Furthmühle“   |
| Haunerting 6 (Standort)                             | Bundwerkstadel                 | (Südflügel des ehemaligen Vierseithofes), mit Blockwand, erste Hälfte 19. Jahrhundert. | D-1-89-150-16 | BW             |
| Haus 2 (Standort)                                   | Frei stehender Bundwerkstadel  | bezeichnet mit dem Jahr 1815. | D-1-89-150-17 | BW             |
| Haus 5 (Standort)                                   | Bundwerkstadel                 | (Südflügel des Dreiseithofes), bezeichnet mit dem Jahr 1850. | D-1-89-150-18 | BW             |
| Hennhart, Windschnur 1 (Standort)                   | Wohnhaus                       | Tuffsteinbau mit Walmdach, auf Steintafel über der Tür bezeichnet mit dem Jahr 1850. | D-1-89-150-61 | BW             |
| Hirschpoint 2 (Standort)                            | Stadel                         | (Südflügel des Dreiseithofes) mit Gitterbundwerk an der Giebelseite, bezeichnet mit dem Jahr 1893; nördlich frei stehender Getreidekasten, erbaut 1806; zugehörig Hofkapelle, 18./19. Jahrhundert, südlich des Hofes am Ortseingang. | D-1-89-150-19 | BW             |
| Hochfeld, Weitfeld (Standort)                       | Feldkapelle                    | kleiner Tuffsteinbau, wohl 19. Jahrhundert, mit Holzvorbau und neuem Spitzhelm um 1900 ergänzt; etwa 800 m nördlich am Weg von Tengling nach Törring nahe der Gemeindegrenze.                                                        | D-1-89-150-55 | BW             |
| Hörgassing 2 (Standort)                             | Bauernhaus                     | Wohnteil aus Tuffstein, erbaut wohl 1813. | D-1-89-150-20 | BW             |
| Mitterfeld, nördlich Hucking 5 (Standort)           | Feldkapelle                    | Putzbau mit Zeltdach, bez. 1820; mit Ausstattung; auf Anhöhe; Steinkreuz, wohl Sühnekreuz, spätmittelalterlich; östlich unterhalb der Kapelle                                                                                        | D-1-89-150-59 | BW             |
| Nähe Mollstätten (Standort)                         | Kapelle                        | mit Putzgliederung, bezeichnet mit dem Jahr 1847, mit Ausstattung; südwestlich des Weilers auf einem Hügel. | D-1-89-150-23 | BW             |
| Moosmühle, von Obertaching nach Tengling (Standort) | Wegkapelle                     | mit Pilastergliederung, 17. Jahrhundert; mit Ausstattung; westlich oberhalb der Moosmühle an der Staatsstraße 2105. | D-1-89-150-24 | BW             |
| Schönhofen (Standort)                               | Wegkapelle                     | am Gitter bezeichnet mit dem Jahr 1847; mit Ausstattung; am nördlichen Ortsrand. | D-1-89-150-33 | BW             |
| Untertaching, Tachenseestraße 1 (Standort)          | Wohnstallhaus                  | Einfirstanlage, zweigeschossiger Flachsatteldachbau mit Hochlaube, Laube und Putzgliederungen, Erdgeschoss und Stall mit Gewölben, im Kern 18. Jh., Umbauten an Pfette bez. 1845 und 1946                                            | D-1-89-150-65 | BW             |
| Untertaching, Tachenseestraße 4 (Standort)          | Hofmühle                       | Wohnhaus, mit Halbwalmdach, bezeichnet mit dem Jahr 1845, im Kern älter; östlich angefügtes dreigeschossiges Mühlhaus, erbaut 1889, mit Ausstattung.                                                                                 | D-1-89-150-46 | weitere Bilder |
| Weinberg 1 (Standort)                               | Getreidekasten                 | Zugehörig kleiner, frei stehender Getreidekasten, wohl um 1800. | D-1-89-150-47 | BW             |
| Weitgassing, Burgfeld (Standort)                    | Kapelle                        | mit Pilastergliederung und Schopfwalmdach, erste Hälfte 19. Jahrhundert; mit Ausstattung; östlich des Ortes. | D-1-89-150-48 | BW             |
| Wimpasing 1 (Standort)                              | Wohnstallhaus                  | (Althof), Nordflügel des Dreiseithofes, mit verputztem Blockbau-Obergeschoss, im Kern zweite Hälfte 17. Jahrhundert, im ersten Drittel 19. Jahrhundert überformt; Stadel mit reichem Gitterbundwerk (Südflügel), erbaut 1862.        | D-1-89-150-49 | BW             |

## Ehemalige Baudenkmäler
In diesem Abschnitt sind Objekte aufgeführt, die früher einmal in der Denkmalliste eingetragen waren, jetzt aber nicht mehr. Objekte, die in anderem Zusammenhang – also z. B. als Teil eines Baudenkmals – weiter eingetragen sind, sollen hier nicht aufgeführt werden. Aktennummern in diesem Abschnitt sind ehemalige, jetzt nicht mehr gültige Aktennummern.

| Lage                    | Objekt         | Beschreibung | Akten-Nr.     | Bild |
| ----------------------- | -------------- | --- | ------------- | ---- |
| Am Anger 20 (Standort)  | Bundwerkstadel | mit reichem Gitterwerk (Südflügel des Vierseithofes), drittes Viertel 19. Jahrhundert; Stallstadel mit Gewölbe und Bundwerk (Ostflügel), etwa gleichzeitig; Getreidekasten im Obergeschoss der ehemaligen Hütte (Westflügel), etwa gleichzeitig. | D-1-89-150-28 | BW   |
| Gessenhausen (Standort) | Einfirsthof    | Wohnteil aus Tuffstein, mit weitem Vordach und Giebelbundwerk, 18. Jahrhundert. | D-1-89-150-13 | BW   |
| Wimpasing 3 (Standort)  | Zuhaus         | mit gemauertem Wohnteil und verschaltem Vordach, erstes Drittel 19. Jahrhundert. | D-1-89-150-63 | BW   |